# Mario Ceballos (futbolista)
Mario Ceballos Chau (Lima, 7 de agosto de 1990) es un futbolista peruano. Se desempeña en la posición de delantero centro o segunda punta  y su equipo actual es Juventud Huracán que participa en la Copa Perú. Tiene 34 años.

## Trayectoria
Ceballos fue formado en la Academia Cantolao. En el año 2009 fue inscrito en el Bolognesi FC, a pesar de no haber jugado ningún partido estuvo a prueba en el club argentino Racing Club.  Ese mismo año viajó a Europa dónde paso pruebas en el Örebro SK, 1.FC Norrkoping y GAIS de Suecia, FC Metz francés, 1.FC Koln y SV Greuter Furth de Alemania. En el año 2010 pasó al José Gálvez Foot Ball Club donde disputó 7 partidos y anotó un gol. Después llegaría al Deportivo Coopsol de la Segunda División Peruana donde tendría un par de campañas aceptables, en el 2011 consiguió el subcampeonato.
El año 2012 llega al Unión Huaral para disputar la Copa Perú, al quedar su equipo eliminado, llega en préstamo al Club Deportivo Walter Ormeño para disputar la Etapa Regional y Nacional de la Copa Perú, fue eliminado en octavos de final por Defensor San Alejandro.
En el 2013, es contratado por Sport Boys para afrontar la Segunda División Peruana marcando 4 goles. 
El año 2014 regresa al Club Deportivo Walter Ormeño.
En el 2015 consigue una destacada campaña con el Cantolao en la Copa Perú logrando el subcampeonato y anotando 10 goles. 
Gracias a sus buenas actuaciones con la Academia Cantolao consigue fichar por Universidad Técnica de Cajamarca para afrontar el Campeonato Descentralizado 2016. 
Debido a la falta de oportunidades decidió irse a Sport Loreto donde marcaría 9 goles en 25 partidos.
A mediados del 2017 le apareció la oportunidad de emigrar al extranjero, para jugar por Trujillanos FC de la Primera división venezolana. Llegó por pedido del argentino Cristian Ferlauto quien lo dirigió en Loreto donde le fue muy bien en lo individual.
En el año 2018 regresa a Perú donde tuvo dos buenas campañas en Copa Perú lo que lo lleva a volver a jugar en Primera.
En el 2019 a la Primera División por Pirata FC para jugar el campeonato Clausura de la Liga1 (Perú) donde fue alternando hasta consolidarse como el delantero titular del equipo. Descendió de categoría al final de temporada. Anotó 5 goles en 15 partidos.
En el 2020 vuelve a la AD Cantolao después de 5 años para comandar la ofensiva del delfín.
Logró ser campeón de la Liga 2 2021 con Atlético Grau.

## Selección nacional
Llegó a ser Preseleccionado Nacional en el año 2008 en el equipo dirigido en ese entonces por Héctor "Tito" Chumpitaz y con miras a disputar el Sudamericano de la Categoría en Venezuela.

## Clubes
| Club                   | País      | Año         |
| ---------------------- | --------- | ----------- |
| Coronel Bolognesi FC   | Perú      | 2009        |
| José Gálvez            | Perú      | 2010        |
| Deportivo Coopsol      | Perú      | 2010 - 2011 |
| Unión Huaral           | Perú      | 2012        |
| Walter Ormeño          | Perú      | 2012        |
| Sport Boys             | Perú      | 2013        |
| Walter Ormeño          | Perú      | 2014        |
| Universidad San Martín | Perú      | 2014        |
| Academia Cantolao      | Perú      | 2015        |
| UTC Cajamarca          | Perú      | 2016        |
| Sport Loreto           | Perú      | 2016 - 2017 |
| Trujillanos F. C.      | Venezuela | 2017        |
| Carlos Stein           | Perú      | 2018        |
| Deportivo Garcilaso    | Perú      | 2019        |
| Pirata FC              | Perú      | 2019        |
| Academia Cantolao      | Perú      | 2020        |
| Carlos Stein           | Perú      | 2020        |
| Atlético Grau          | Perú      | 2021 - 2022 |
| Los Chankas            | Perú      | 2022 - 2023 |
| AFE Cosmos             | Perú      | 2024        |
| Juventud Huracán       | Perú      | 2024 -      |

## Palmarés

### Campeonatos nacionales
| Título | Club          | País | Año  |
| ------ | ------------- | ---- | ---- |
| Liga 2 | Atlético Grau | Perú | 2021 |

### Distinciones individuales
| Distinción                                                                             | Año  |
| -------------------------------------------------------------------------------------- | ---- |
| Incluido en el equipo ideal de la Copa Perú según el portal periodístico DeChalaca.com | 2015 |